# Brycinus bartoni
Brycinus bartoni és una espècie de peix pertanyent a la família dels alèstids.
Pot arribar a fer 8,9 cm de llargària màxima. És un peix d'aigua dolça, pelàgic i de clima tropical. Es troba a Àfrica: el riu Ogowe (el Gabon).
Les seues principals amenaces són la tala comercial i les artigues.
És inofensiu per als humans.